# Comuna Pronozivka, Hlobîne
Pronozivka (în ucraineană Пронозівка) este o comună în raionul Hlobîne, regiunea Poltava, Ucraina, formată din satele Kahamlîk, Mozoliivka, Pronozivka (reședința), Șușvalivka și Vaskivka.

## Demografie
Componența lingvistică a comunei Pronozivka
     Ucraineană (95,24%)
     Rusă (3,93%)
     Alte limbi (0,36%)
Conform recensământului din 2001, majoritatea populației comunei Pronozivka era vorbitoare de ucraineană (95,24%), existând în minoritate și vorbitori de rusă (3,93%).